# 天津医科大学总医院
天津医科大学总医院，坐落于和平区鞍山道154号，是一所集的集医疗、教学、科研、预防为一体的综合性大学医院和三级甲等医院，隶属于天津医科大学，主管部门是天津市教育委员会。

## 歷史
天津医科大学总医院的前身為位于鞍山道123号的日本公立居留民团医院。1945年后，民国天津市政府接管了該医院，并决定在此医院的基础上筹建天津中央医院。1946年12月1日，天津中央医院开诊，医院定名为“卫生部（署）天津中央医院”。1950年4月，中央医院改名为天津市立总医院。1956年10月，天津市人民委员会正式通过了“关于天津市立总医院改为天津医学院附属医院”的决定，將其名改為天津医学院附属医院。1993年7月15日，天津医科大学总医院被評为天津市首家三级甲等医院。

## 临床科室设置
| - 心脏科 - 肾脏科 - 血液科 - 呼吸科 - 消化科 - 内分泌科 - 代谢病科 - 感染免疫科 - 急救中心 | - 心血管外科 - 心胸外科 - 外科ICU - 泌尿外科 - 骨外科 - 普通外科 - 中西医结合外科 - 麻醉科 - 妇产科 - 儿科 | - 神经内科 - 神经外科 - 眼科 - 耳鼻喉科 - 口腔科 - 皮肤科 - 核医学科 - 干部病房 - 康复理疗科 |

## 科研
天津医科大学总医院拥有29个博士学位授权点，30个硕士研究生授权点，4个国家级重点学科，4个国家“211工程”重点建设学科，6个天津市重点学科，为天津医科大学的临床医学实习医院。

## 周边交通
- 公交：

| 总医院、新兴路 | 总医院、新兴路 | 总医院、新兴路 | 总医院、新兴路 | 总医院、新兴路     |
| 编号           | 路线           | 路线           | 路线           | 备注               |
| -------------- | -------------- | -------------- | -------------- | ------------------ |
| 8              | 天津站（A5-2） | 全程 ⇆         | 体育中心公交站 |                    |
| 8              | 天津站（A5-2） | 短线 ←         | 八里台         |                    |
| 45             | 山西路         | ⇆              | 澄江路公交站   |                    |
| 50             | 天津站（A5-1） | ⇆              | 王顶堤公交站   |                    |
| 643            | 华苑小区公交站 | ⇆              | 昆仑桥西       |                    |
| 678            | 嘉陵南里公交站 | ⇆              | 机场货运区     |                    |
| 842            | 嘉陵南里公交站 | ⇆              | 泰兴路公交站   |                    |
| 847            | 四号桥公交站   | ⇆              | 王顶堤北公交站 |                    |
| 851            | 中心公园       | ⇆              | 中北公交站     |                    |
| 878            | 蓝海商贸城     | ⇆              | 金谷园公交站   |                    |
| 901            | 新兴路         | ⇆              | 未来城公交站   | 原为动物园～聚贤道 |
| 908            | 万科新城公交站 | ⇆              | 富民路公交站   |                    |

- 地铁：天津地铁1号线鞍山道站